# In Torment in Hell
In Torment in Hell šesti je studijski album američkog death metal-sastava Deicide. Diskografska kuća Roadrunner Records objavila ga je 25. rujna 2001.

## Popis pjesama
Tekstovi: Glen Benton, glazba: Deicide.
| 1.    | »In Torment in Hell«            | 4:02 |
| 2.    | »Christ Don't Care«             | 2:51 |
| 3.    | »Vengeance Will Be Mine«        | 4:25 |
| 4.    | »Imminent Doom«                 | 3:41 |
| 5.    | »Child of God«                  | 3:35 |
| 6.    | »Let It Be Done«                | 3:35 |
| 7.    | »Worry in the House of Thieves« | 4:16 |
| 8.    | »Lurking Among Us«              | 4:35 |
| 31:00 |                                 |      |

## Zasluge
| Deicide - Glen Benton – vokali, bas-gitara - Eric Hoffman – gitara - Brian Hoffman – gitara - Steve Asheim – bubnjevi |  | Ostalo osoblje - Jim Morris – tonska obrada, miksanje - The Serpent – naslovnica - Modino Graphics – dizajn |